# Hennie Faber-Hondeveld
Hennie Faber-Hondeveld née en janvier 1946 à Zaandam, est une coureuse cycliste professionnelle néerlandaise.

## Palmarès sur route
- 1964
  - Assen
- 1965
  - Gulpen
- 1966
  - Oostburg
  - Zegge
- 1967
  - Tiel
  - 2e du championnat des Pays-Bas sur route
  - 11e de la course en ligne des championnats du monde de cyclisme sur route 1967
- 1968
  - 2e du championnat des Pays-Bas sur route
  - 19e de la course en ligne des championnats du monde de cyclisme sur route 1968
- 1969
  - 2e du championnat des Pays-Bas sur route
  - 13e de la course en ligne des championnats du monde de cyclisme sur route 1969
- 1970
  - 2e du championnat des Pays-Bas sur route
  - 23e de la course en ligne des championnats du monde de cyclisme sur route 1970
- 1971
  - 2e du championnat des Pays-Bas sur route
  - 24e de la course en ligne des championnats du monde de cyclisme sur route 1971